# Exogone remanei
Exogone remanei är en ringmaskart som beskrevs av Storch 1966. Exogone remanei ingår i släktet Exogone och familjen Syllidae. Inga underarter finns listade i Catalogue of Life.